# Sgonico
Sgonico é uma comuna italiana da região do Friuli-Venezia Giulia, província de Trieste, com cerca de 2.184 habitantes. Estende-se por uma área de 31 km², tendo uma densidade populacional de 70 hab/km². Faz fronteira com Duino-Aurisina, Monrupino, Trieste.

## Demografia
| Variação demográfica do município entre 1861 e 2011                               |
|                                                                                   |
| Fonte: Istituto Nazionale di Statistica (ISTAT) - Elaboração gráfica da Wikipedia |